# NGC 169

NGC 169

 NGC 169  هي مجرة حلزونية تقع في كوكبة المرأة المسلسلة (كوكبة). تم اكتشافها في 18 سبتمبر 1857 من قبل ريجنالد ميتشيل.
NGC 169 لديه زوج يدعى NGC 169A. وهما يتفاعلان حاليا ويدرج الزوج في أطلس المجرات.

## وصلات خارجية
- NGC 169 على موقع ويكي سكاي: DSS2, SDSS, GALEX, IRAS, Hydrogen α, X-Ray, Astrophoto, Sky Map, Articles and images